# Шведе, Константин Леопольдович
Константин Леопольдович Шведе (14 января 1863 — 1933, Ленинград) — русский морской офицер, капитан 1-го ранга, участник Цусимского сражения.

## Биография
- 1881 — Поступил на военную службу.
- 1 октября 1884 — Мичман.
- 1894 — Служил на крейсере «Владимир Мономах».
- 17 сентября 1901 — Старший офицер строящегося эскадренного броненосца «Орёл».
- 1 января 1904 — Капитан 2-го ранга.
- 14—15 мая 1905 — Участвовал в Цусимском сражении, заменил вышедшего из строя по ранению командира броненосца Н. В. Юнга. По приказу вступившего в командование остатками эскадры вице-адмирала Н. И. Небогатова сдал корабль в плен.
- Виновным в сдаче корабля себя не признал. Полностью оправдан по суду (суд принял во внимание фактическую небоеспособность броненосца и большую убыль команды).
- 1905 — Числился в составе 7-го флотского экипажа. 9 января 1907 года произведен в чин капитана 1-го ранга[1].
- По просьбе бывшего товарища морского министра С. А. Воеводского назначен заведующим отделом леса и топлива Адмиралтейского судостроительного завода.
- Инспектор лечебных заведений для раненых воинов.
- После октября 1917 — Помощник начальника морского штаба РККФ.

Жил и скончался в Ленинграде.

## Отличия
- Орден Святой Анны III степени (29.1.1896)
- Серебряная медаль «В память  царствования императора Александра III» (1896)
- Серебряная медаль «В память коронации Императора Николая II» (1898)
- Золотой знак в память службы в морской охране (1902)
- Офицер ордена Короны Италии (1902)
- Орден Святого Станислава II степени (6.4.1903)

## Образ в литературе
- Выведен в романе А. С. Новикова-Прибоя «Цусима» под именем старшего офицера Сидорова.

Рассказывая, писарь играл бровями и беспечно посмеивался. Он оказался очень словоохотливым. На всякий случай, нужно было узнать от него и о других лицах: каков старший офицер, каковы боцманы. На любом судне эти персоны играют для команды самую важную роль.
— Старший офицер у нас капитан 2-го ранга Сидоров. Он из Питера. Раньше заведовал кают-компанией в Крюковских казармах. Танцор и дамский сердцегрыз, каких мало. Вид имеет грозный, любит иногда пошуметь, а никто его не боится...
Капитана 2-го ранга Сидорова я разыскивал долго, пока, по указанию матросов, не встретился с ним в батарейной палубе. Подал ему принесенный с собор пакет. Он начал читать бумаги, а я тем временем рассматривал нового своего начальника. На широких плечах его надежно покоилась седая голова. Сытое лицо заканчивалось внизу острой бородкой, а над сочными губами красовались большие усы, словно две белые моркови, торчавшие в стороны своими хвостами. Возвращая мне бумаги, он оглядел меня с ног до головы, прищуривая то один глаз, то другой, и соответственно с этим усы его приподнимались, и опускались, как семафоры.
— Ну за дело! Работы у тебя будет много. Все твои помещения должны быть полны провизией.
— Есть, ваше высокоблагородие.
— Лишней чарки команде не давать. Если узнаю об этом, пощады не проси. А сам ты водку пьешь?
— Ни разу в жизни не был пьян.
— Отлично. Только не нравится мне — нет в тебе достаточной бодрости.
— Таким меня мать родила.
Без всякой злобы, словно для того только, чтобы показать передо мною своё превосходство, он выругался и пошагал от меня прочь.

Аудиенция наша закончилась. — А. С. Новиков-Прибой. Цусима

## Семья
- Отец — Шведе Леопольд Густавович, русский кораблестроитель XIX века, генерал-майор, построил первый в России плавучий гидравлический пятисекционный док, основатель морской династии Шведе.
- Мать — Шведе Александра Петровна, урождённая Георгиевская
- Брат — Шведе, Евгений Леопольдович (1859—1893), морской офицер, автор учебных пособий и статей по электрическому и минному делу, в 1893 году командир колёсного парохода «Лейтенант Малыгин» и руководитель Северной Енисейской экспедиции, в ходе которой открыл и обследовал бухту на юго-востоке острова Вилькицкого в Карском море, названную в его память Бухтой Шведе
- 4 сестры
- Жена — Шведе Александра Илларионовна, актриса театра. В марте 1935 года выслана в ссылку в город Куйбышев (ныне Самара) с дочерьми и внуками по делу своего зятя А. Богомолова[2].
- Дочь — Шведе Елена Константиновна
  - Внук — Святослав Полянский
- Дочь — Шведе Татьяна Константиновна, в первом браке Аранова, во втором браке Богомолова.
  - Внучка — Ариадна Аранова
  - Внук — Роман Богомолов